# Pterolophia gardneri
Pterolophia gardneri là một loài bọ cánh cứng trong họ Cerambycidae.